# Primula bomiensis
Primula bomiensis är en viveväxtart som beskrevs av Feng Hwai Chen och C.M. Hu. Primula bomiensis ingår i släktet vivor, och familjen viveväxter. Inga underarter finns listade i Catalogue of Life.